# COMDEX

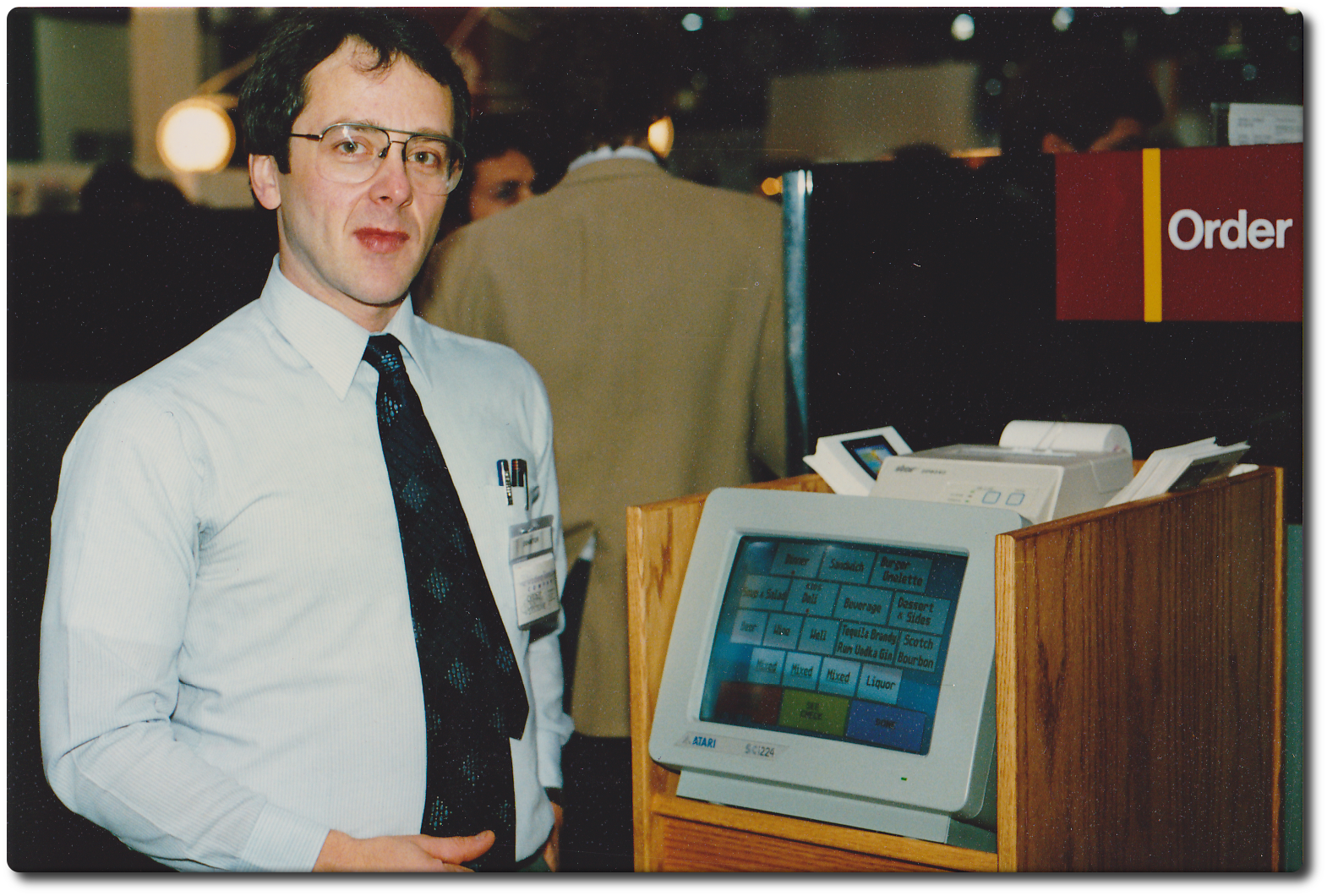
Eugene Mosher muestra en el Atari Booth, ComDex 1986 uno de los primeros puntos de venta con pantalla táctil

COMDEX (acrónimo de Computer Dealers' Exhibition) fue una exposición de computadoras y tecnología que se celebraba anualmente en la ciudad de Las Vegas desde 1979 hasta 2003. Era una de las convenciones de negocios más grandes del mundo relacionada con la industria de la computación, superada solo por la CeBIT alemana. La primera COMDEX se llevó a cabo en 1979 en el MGM Grand Hotel y Casino (actualmente conocido como Bally's), con 167 expositores y 3,904 asistentes. En 1981, se realizó una edición de COMDEX en Nueva York.
En el 2000, empresas líderes como IBM, Apple Computer y Compaq decidieron no participar en la COMDEX debido a los altos costos y la falta de publicidad, lo que llevó a la cancelación de la exposición programada para junio de 2004 en Las Vegas debido a la falta de participantes. Desde entonces, COMDEX ha sido cancelada definitivamente y ha sido reemplazada por otros eventos tecnológicos como el Consumer Electronics Show (CES).

## Historia

### Organizadores
COMDEX fue iniciado por The Interface Group, cuyos organizadores eran Sheldon Adelson y Richard Katzeff, entre otros. En 1995, la empresa tecnológica japonesa Softbank Corp adquirió la exposición. En 2001, Softbank vendió COMDEX a Key3Media, un spin-off de Ziff Davis. Después de declararse en bancarrota en febrero de 2003, Key3Media resurgió como Medialive Internacional gracias a una inyección de efectivo de Thomas Weisel Capital Partners, que había invertido previamente en la empresa. En noviembre de 2006, la revista Forbes informó que United Business Media PLC había adquirido los eventos de MediaLive International Inc.

### Asistentes
COMDEX estaba originalmente restringida a los profesionales de la industria informática, lo que garantizaba que todos los niveles de los fabricantes, diseñadores, minoristas, consultores y competidores pudieran interactuar directamente. Como resultado, COMDEX se convirtió en una de las convenciones técnicas más importantes, donde se realizaban importantes anuncios de productos y comunicados. Numerosas pequeñas empresas saltaron a la fama después de su aparición en COMDEX, y líderes de la industria buscaban oportunidades para hacer discursos sobre la industria informática, su historia, tendencias y potencial futuro. En 1999, Linus Torvalds asistió a la exposición para hablar sobre el sistema operativo Linux y sus diferentes distribuciones.
A finales de los 80, COMDEX se abrió al público en general, lo que provocó un aumento significativo en la asistencia. Sin embargo, este cambio en el enfoque de COMDEX generó quejas entre los minoristas y consultores, quienes argumentaban que los clientes tempranos, los que adoptan primero las nuevas tecnologías, compraban productos a precios de feria y luego esperaban que los distribuidores proporcionaran soporte a esos productos. 

#### Alto precio de las habitaciones de hotel
El gran número de asistentes a COMDEX causó un aumento temporal de los precios de los alojamientos en el área. Hoteles tan lejanos como Primm, a 45 millas (72,42 km) de la frontera de California, estaban llenos incluso cuando cobraban varias veces sus precios regulares. Sin embargo, las reservas en hoteles del Strip de Las Vegas, también conocido como el bulevar de Las Vegas, estaban a menudo disponibles en el día del inicio de la exposición y a precios razonables en Las Vegas. La industria hotelera justifica los precios más altos señalando que, aunque los asistentes al COMDEX saturaban las instalaciones del alojamiento, en promedio, gastaban menos dinero en los casinos, que eran los mayores ingresos de los resorts.

### Otras ciudades
Después de las exposiciones de primavera de 1981 en la ciudad de Nueva York y 1982 en Atlantic City, COMDEX comenzó exhibiciones regulares de primavera en Atlanta, Georgia desde 1983 a 1988. Luego alternaron entre Atlanta y Chicago. Las dos últimas COMDEX fueron una en primavera en Atlanta en 1997 y la última en Chicago en abril de 2003.

### Década de 2000 y cierre
Tras la exposición de COMDEX otoño 1999 en Las Vegas, los organizadores realizaron cambios importantes en sus criterios de admisión de los medios de comunicación, rechazando a casi todos los medios de comunicación anteriores con la excepción de algunos. Sin embargo, ofrecieron asistencia al público en general.
En 2000, grandes empresas como IBM, Apple, y Compaq (ahora fusionada con Hewlett-Packard) decidieron suspender su participación en COMDEX para asignar recursos de manera más eficiente. Para reducir los costos, muchos aspirantes a expositores dejaron de alquilar o redujeron sus stands oficiales COMDEX en el centro de convenciones, y configuraron suites solo por invitación en varios hoteles de Las Vegas. Esto también permitió a los expositores concentrar sus esfuerzos en los asistentes de la industria, más que en el público en general.
En 2001, la empresa Key3Media Group Inc. de Los Ángeles, organizadora de COMDEX otoño, dijo que esperaba que la asistencia cayera de 200.000 visitantes del año anterior a 150.000. También esperaba que el número de expositores bajara de 2350 a 2000 y los metros cuadrados de espacio de expositor de poco más de 1 millón a 750.000.
En junio de 2004, COMDEX canceló la exposición de 2004 en Las Vegas. Esto dejó al Consumer Electronics Show como su reemplazo en Las Vegas.

## COMDEX Virtual
Un evento COMDEX fue diseñado originalmente para existir sólo en Internet, sin un lugar de reunión físico. Se anunció que tendría lugar del 16 al 17 de noviembre de 2010. La página web de COMDEX (www.comdex.com) era operada por TechWeb, una división de United Business Media.
Everything Channel y su empresa hermana, UBM Studios (ambas pertenecientes a United Business Media) se asociaron para ofrecer COMDEXvirtual (www.comdexvirtual.com) a la comunidad global del canal de TI en noviembre de 2010. Casi 5,000 visitantes asistieron al evento a lo largo de dos días, convirtiendo a COMDEXvirtual en la mayor feria virtual independiente de la industria de TI. El programa contó con más de 100 ponentes y cerca de 50 sesiones sobre temas que abarcaban desde la nube hasta la movilidad y la virtualización, con el fin de tratar las temáticas del evento: «New Business Solutions: Embracing Disruptive Technologies & Changing Delivery Models». Además de las sesiones educativas, también hubo un Salón de Exposiciones con casi 30 expositores, incluyendo a IBM, Intel, Microsoft, Symantec, Panasonic, y D&H.
COMDEXvirtual (www.comdexvirtual.com) de 2010 estuvo disponible bajo demanda hasta el 17 de mayo de 2011. Se esperaba que el evento se celebrase nuevamente el 15 y 16 de noviembre de 2011.
Actualmente, el dominio muestra un mensaje de error y redirige a otros sitios web de United Business Media.

### Interop
Interop es una exposición anual de tecnología de la información organizada por UBM TechWeb. Se realiza en diferentes ubicaciones en distintos momentos del año: Mumbai (India), Nueva York (EE. UU.), Tokio (Japón) y Las Vegas (EE. UU.). El año 2011 marcó el 25 aniversario de Interop, y a lo largo de este tiempo, la exposición ha fomentado la interoperabilidad y la apertura, comenzando con las redes IP y extendiéndose hasta la actual era emergente de la computación en la nube. En cada evento en Estados Unidos, los voluntarios de Interop construyen una red (llamada InteropNet) utilizando las herramientas de diferentes proveedores para demostrar las últimas tecnologías y la interoperabilidad.
- El antiguo enlace al sitio web de COMDEX (www.comdex.com) actualmente redirige al sitio web actual de INTEROP (www.interop.com).